# Жамен, Поль

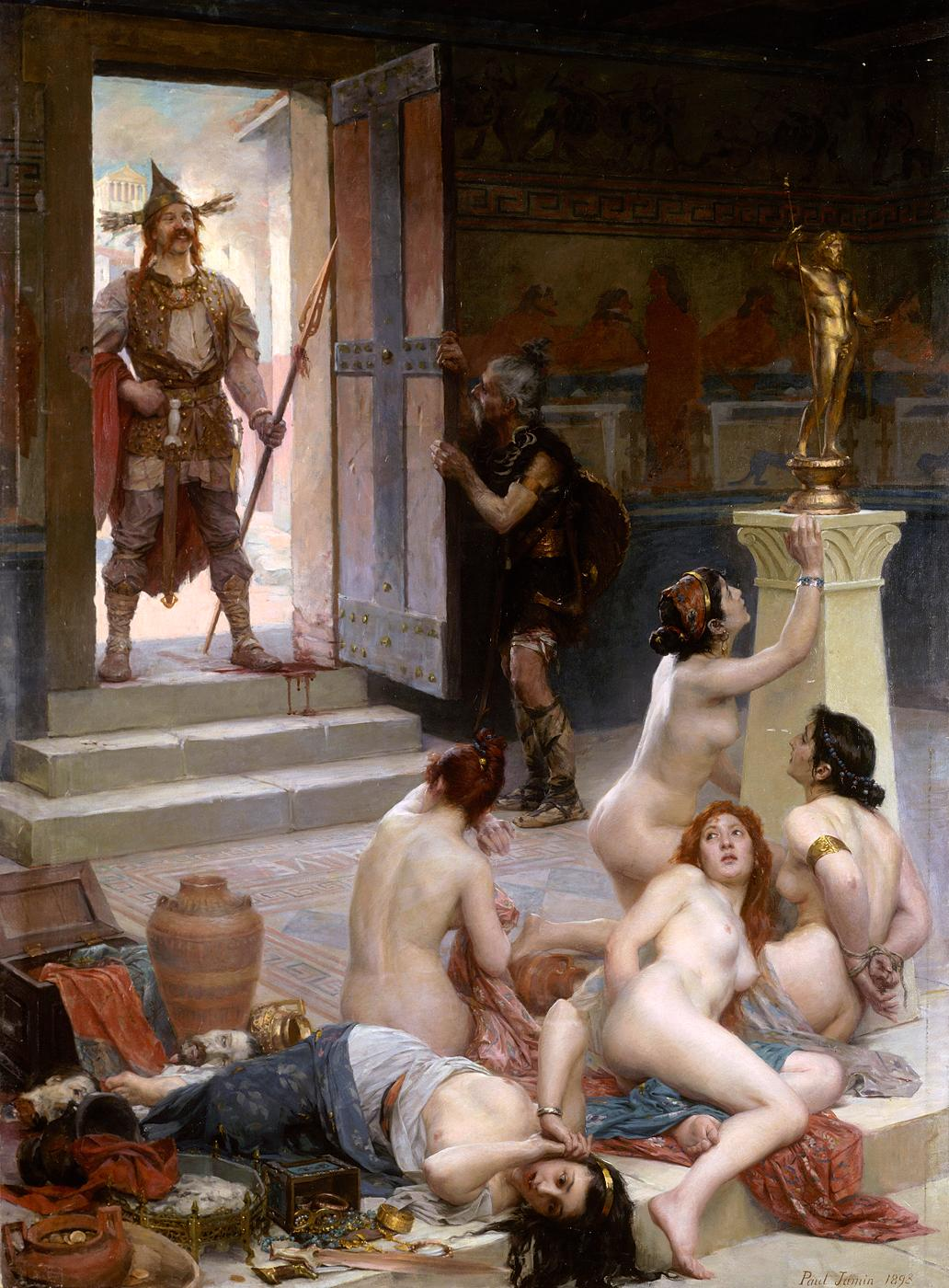
Картина П. Жамена «Бренн и его часть трофеев» (1893), частная коллекция

Поль Жозеф Жамен (фр. Paul Joseph Jamin; 9 февраля 1853, Париж — 10 июля 1903, там же) — французский художник, представитель академизма. Сын известного физика Жюля Жамена. Одно из наиболее известных его произведений — картина «Бренн и его часть трофеев».
Жамен был женат с 1882 года на Огюстине Марии Каролине Бастьен. В этом браке родилось четверо детей.